# Лісний (Заводоуковський міський округ)
Лісни́й (рос. Лесной) — селище у складі Заводоуковського міського округу Тюменської області, Росія.
Населення — 284 особи (2010, 300 у 2002).
Національний склад станом на 2002 рік:
- росіяни — 89 %